# Вилмингтон Мејнор (Делавер)
Вилмингтон Мејнор (енгл. Wilmington Manor) насељено је место без административног статуса у америчкој савезној држави Делавер.

## Демографија
По попису из 2010. године број становника је 7.889, што је 373 (-4,5%) становника мање него 2000. године.
| Група             | 2000.         | 2010.         |
| Белци             | 6.094 (73,8%) | 4.855 (61,5%) |
| Афроамериканци    | 905 (11,0%)   | 1.221 (15,5%) |
| Азијати           | 70 (0,8%)     | 84 (1,1%)     |
| Хиспаноамериканци | 1.071 (13,0%) | 1.553 (19,7%) |
| Укупно            | 8.262         | 7.889         |